# Melody Halbeisen
Melody Halbeisen (24 maggio 2007) è una nuotatrice artistica svizzera.

## Biografia
Ha esordito nella Coppa del Mondo di nuoto artistico il 3 maggio 2024 a Parigi, concludendo al 9º posto nella gara individuale del programma tecnico.
Viene selezionata come principale atleta della squadra svizzera per i campionati mondiali giovanili di nuoto artistico 2024, partecipando nelle gare individuali, in quelle del duo e nella prova a squadre nel programma libero.

## Palmarès

### Coppa del Mondo
- 1 podio:
  - 1 secondo posto (1 nel duo)